# Lyrognathus pugnax
Lyrognathus pugnax är en spindelart som beskrevs av Pocock 1900. Lyrognathus pugnax ingår i släktet Lyrognathus och familjen fågelspindlar. Inga underarter finns listade i Catalogue of Life.